# Banco de Machala
El Banco de Machala es una institución financiera de banca universal con base en la ciudad de Machala, capital de la provincia de El Oro, Ecuador. Inicia sus operaciones bancarias el 16 de julio del año de 1962, como un Banco Comercial Privado.
En los últimos años se ha mantenido dentro de los 10 mayores bancos de Ecuador.

## Historia
La Superintendencia de Bancos emitió la respectiva autorización para el funcionamiento de la entidad, el 27 de mayo de 1962 y la aprobación fue publicada en el Registro Oficial n.º 191 del 27 de junio del mismo año, autorizando que el Banco pueda abrir todas las secciones permitidas por la Ley: Comercial, Ahorro, Hipotecario y Mandato.
Cinco años después de la apertura, se inicia la expansión del Banco de Machala S.A., con el objeto de iniciar una cobertura de servicio de carácter nacional, creando sucursales y agencias que van consolidando la organización, las mismas que se fueron creando en el siguiente orden cronológico:
- 27 de septiembre de 1982 Guayaquil, provincia del Guayas
- 20 de marzo de 1990 Quevedo, provincia de Los Ríos
- 11 de agosto de 1993 Quito, provincia de Pichincha
- 10 de febrero de 1995 Cuenca, provincia de Azuay
- 23 de julio de 1998 Loja, provincia de Loja
- 4 de marzo de 2004 Ambato, provincia de Tungurahua
- 8 de diciembre de 2005 Manta, provincia de Manabí
- 6 de diciembre de 2013 Santo Domingo, provincia de Santo Domingo de los Tsáchilas

Durante el año 2023 el Banco de Machala recibió una calificación AAA- de grado de inversión 

## Relación con el Orense Sporting Club
El banco es patrocinador oficial del Orense Sporting Club, y el estadio Estadio 9 de Mayo donde ejerce de local.